# Michał Matyjaszczyk
Michał Matyjaszczyk (ur. 8 lutego 1982, zm. 20 marca 2022) – polski lekkoatleta, sprinter.
Życiowy sukces odniósł podczas mistrzostw Europy juniorów we włoskim Grosseto, kiedy zdobył złoty medal w sztafecie 4 × 400 metrów.

## Rekordy życiowe
- bieg na 400 metrów – 47,70 (2001)[3]